# Antônio de Orleans e Bragança
Antonio João Maria José Jorge Miguel Gabriel Rafael Gonzaga de Orleans și Bragança (n. 24 iunie 1950, Rio de Janeiro, Districtul Federal⁠(d), Brazilia – d. 8 noiembrie 2024, Rio de Janeiro, Rio de Janeiro, Brazilia), Prințul Imperial al Braziliei, Prințul Braziliei, Prințul de Orleans și Bragança, a fost succesorul dinastic imediat al fratelui său, Prințul Dom Bertrand din Brazilia, șeful Casei Imperiale a Braziliei.